# Křivsoudov
Křivsoudov (en allemand : Kschiwsoudow) est un bourg (městys) du district de Benešov, dans la région de Bohême-Centrale, en République tchèque. Sa population s'élevait à 434 habitants en 2020.

## Géographie
Křivsoudov se trouve à 16 km à l'est-sud-est de Vlašim, à 34 km à l'est-sud-est de Benešov et à 68 km au sud-est de Prague.
La commune est limitée par Strojetice au nord-ouest, par Loket au nord-est, par Děkanovice à l'est, par Studený au sud-est, par Martinice u Onšova et Chyšná au sud, et par Čechtice à l'ouest.

## Histoire
La première mention écrite de la localité date de 1276. Křivsoudov a le statut de městys depuis le 12 avril 2007.

## Galerie

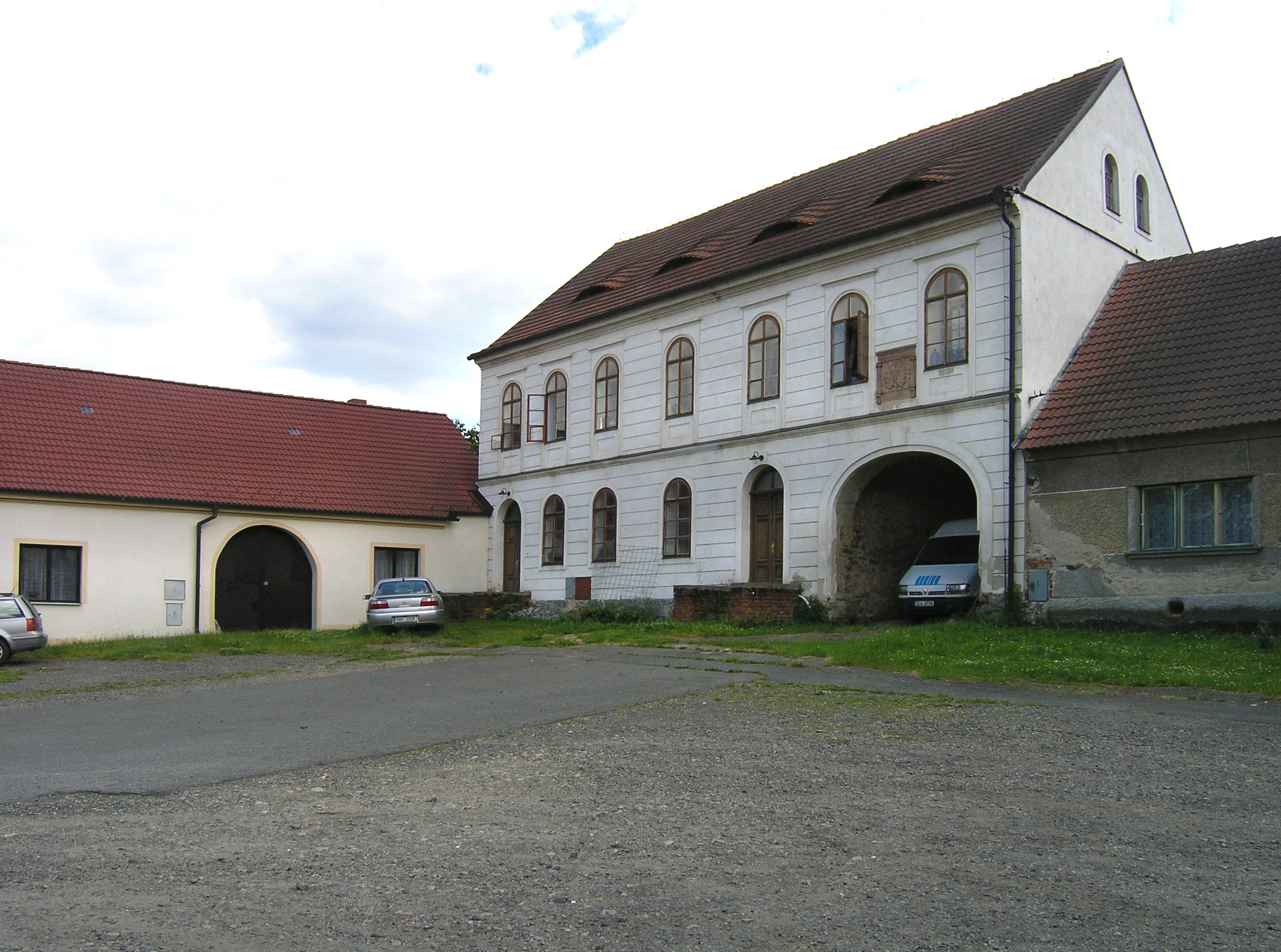
Château de Křivsoudov.
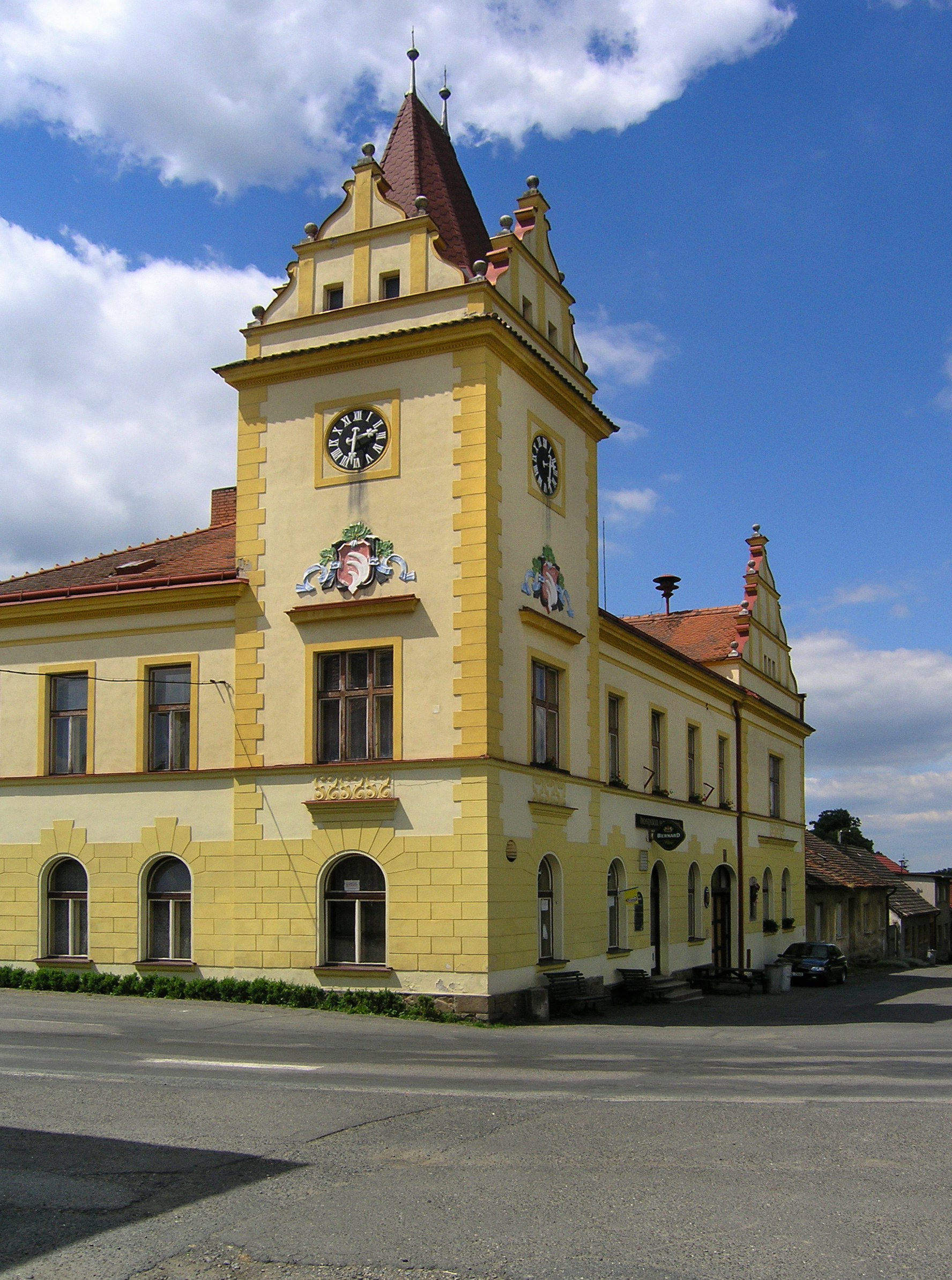
L'hôtel de ville.